# Cymbalophora perversa
Cymbalophora perversa là một loài bướm đêm thuộc phân họ Arctiinae, họ Erebidae.